# Сьвента-Ліпка
Сьвента-Ліпка (пол. Święta Lipka, нім. Heiligelinde) — село в Польщі, у гміні Решель Кентшинського повіту Вармінсько-Мазурського воєводства.
Населення — 176 осіб (2011).
У 1975-1998 роках село належало до Ольштинського воєводства.
З 1947 р. на територію Кентишинського повіту депортували українців в рамках акції «Вісла». Збереглися свідчення про взаємодопомогу між депортованими українцями та німцями, які залишалися на цих землях. Зокрема, в прикляшторному музеї в Святій Липці зберігаються ручні жорна, привезені депортованими українцями, які врятували не тільки українців, але й тутешніх німців. До війни німецьке населення тут користувалося млинами, ручних жорен ту вже ніхто не застосовував. Проте по війні млини були знищені, панував голод. Українці, які самі пережили багато, співчували німцям та допомагали їм.

## Демографія
Демографічна структура станом на 31 березня 2011 року:
|          | Загалом | Допрацездатний вік | Працездатний вік | Постпрацездатний вік |
| -------- | ------- | ------------------ | ---------------- | -------------------- |
| Чоловіки | 87      | 14                 | 55               | 18                   |
| Жінки    | 89      | 10                 | 54               | 25                   |
| Разом    | 176     | 24                 | 109              | 43                   |